# 宝轮寺 (重庆)

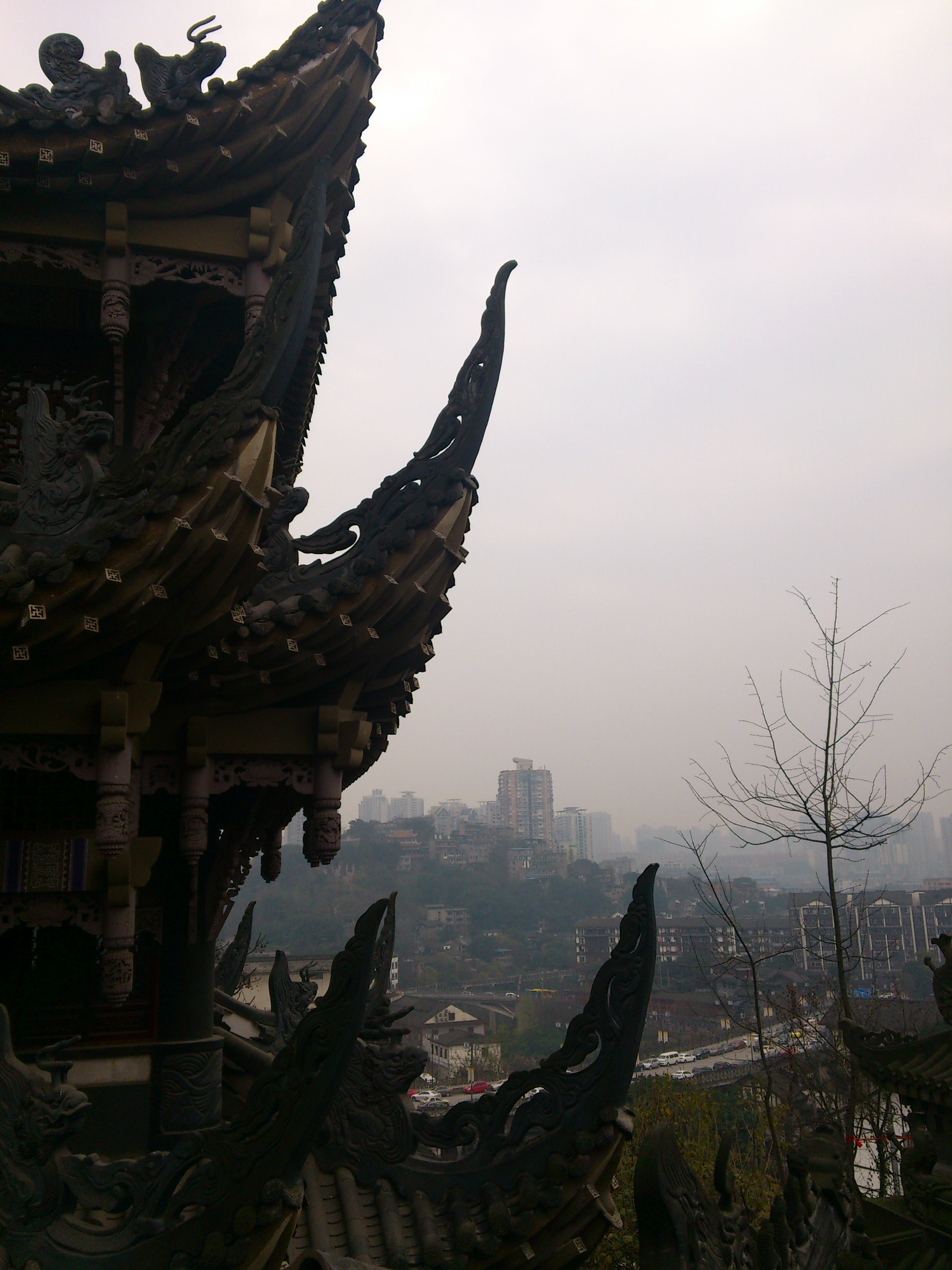
宝轮寺一瞥

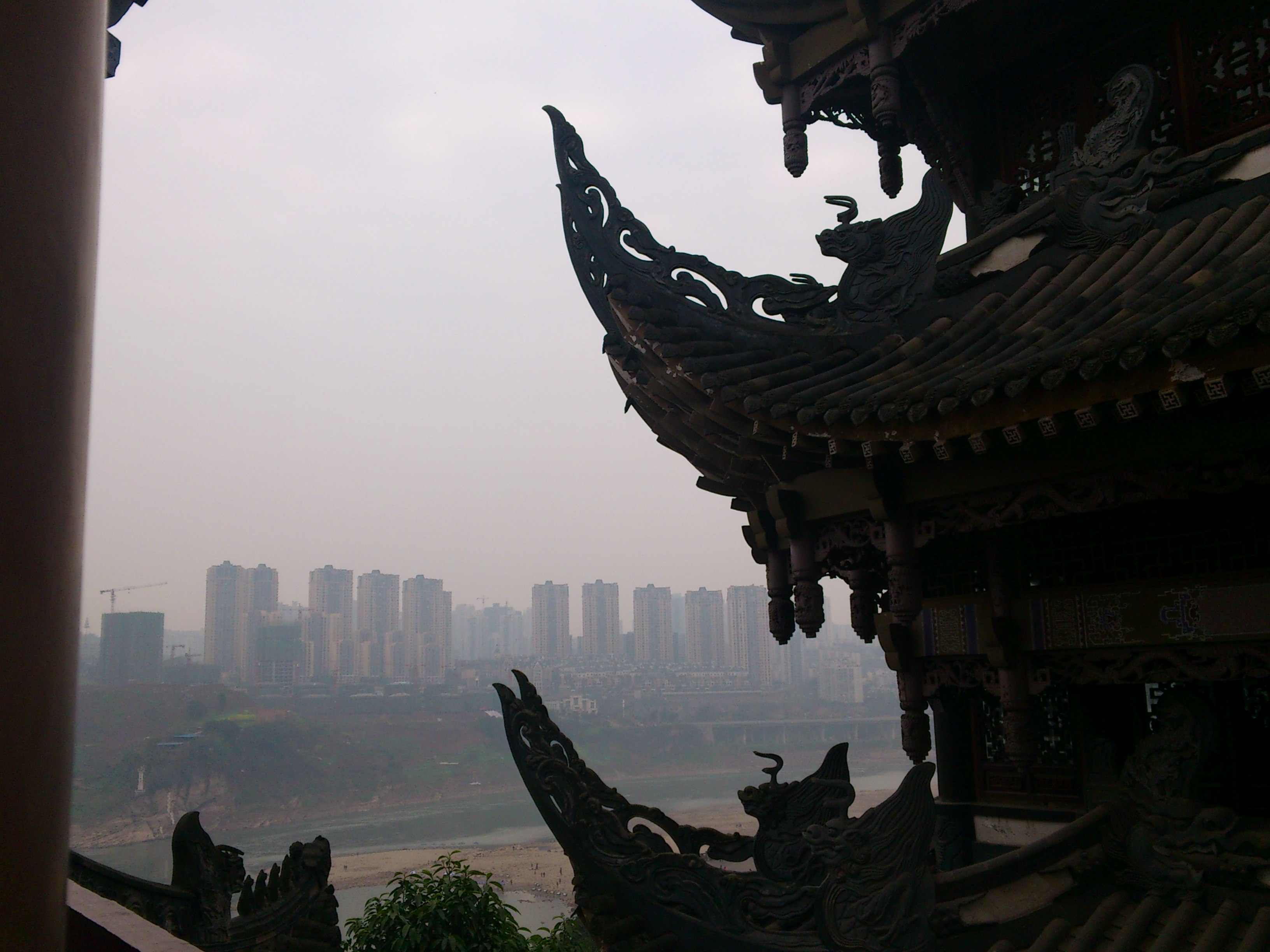
宝轮寺一瞥

宝轮寺，曾名白岩寺、白崖寺、龙隐寺，位于重庆沙坪坝区磁器口古镇，坐落於嘉陵江畔、白崖山（也叫白岩山）上。
1983年12月1日列為重慶市第一批市級文物保護單位。2000年9月7日列為第一批重慶市文物保護單位。

## 历史
寶輪寺始建年代有多种说法，民间传说为唐朝时由尉迟恭主持修建，也有人认为是西魏年间（535年—556年）所建，而官府所修的《巴縣誌》則稱是宋真宗咸平年间（998年—1003年）所建。
寶輪寺因山而初名白崖寺或白岩寺。至明朝，成帝朱允炆被朱棣篡位，避難於此，白岩寺遂易名爲龙隐寺。清朝改为寶輪寺。寺院在鼎盛时期有殿宇16座，佛像372尊，後毀於明末戰火，只留下大雄宝殿一座。抗日战争时又被炸毁一些后院禅房。，
解放後辦過校、住過居民，改革開放後政府撥款將其修繕，進行保護及重建工作。寺院於1988年復對外開放，再次香火不斷，再續千年盛景。

## 景區
寺院现为收费景区。現存建築多爲明清風格。因明成帝在此避難，寺院正門建有一塊書有「龍隐禪院」的石牌坊，也毀於明末戰火。現大門處龍隐禪院牌坊爲改革開放後仿制。

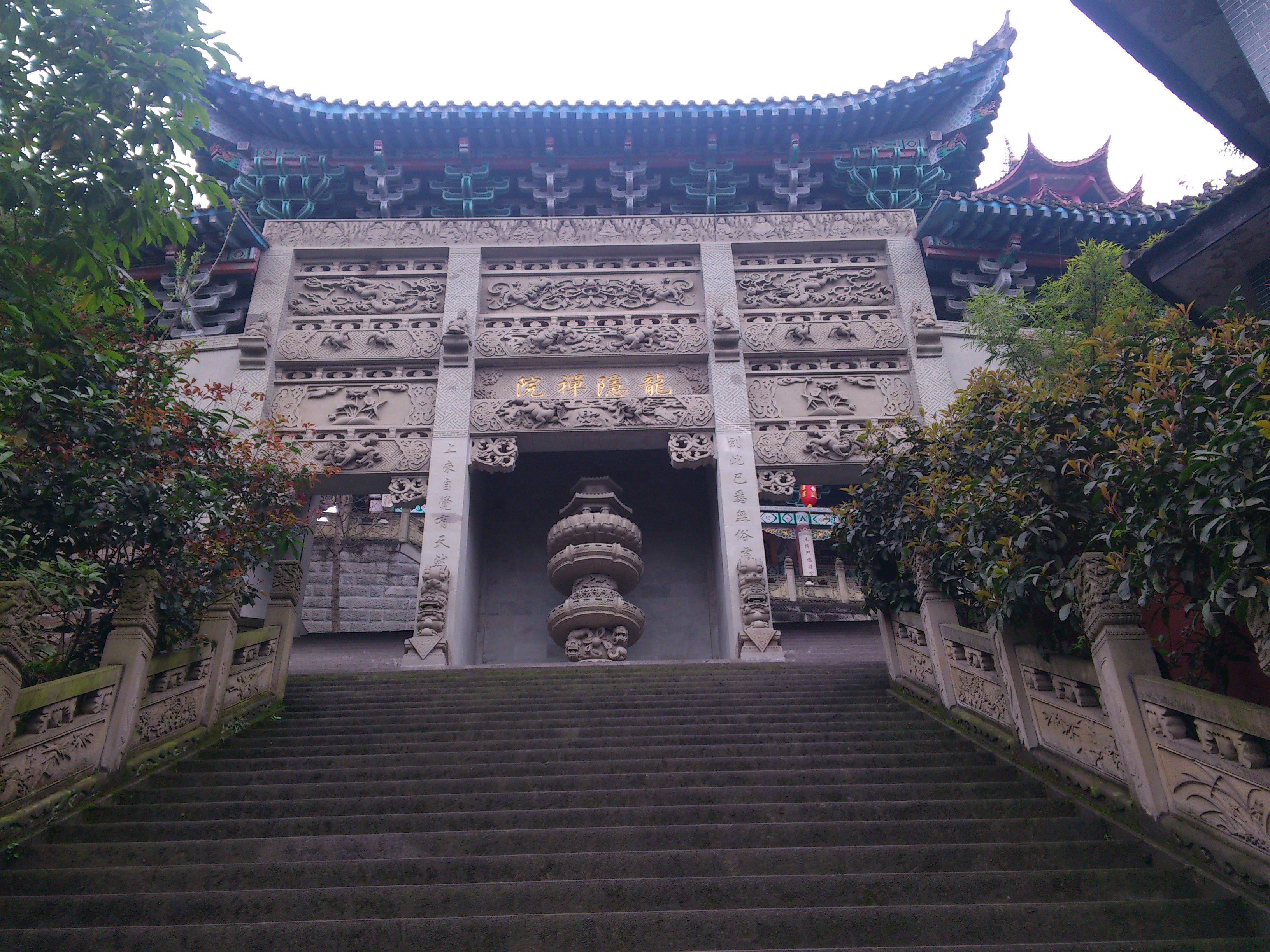
宝轮寺大门处龙隐禅寺牌坊

寺院正殿为「大雄宝殿」，为明宣德七年所建，占地约400平米。「大䧺寳殿」牌匾上四个大字由趙樸初所题。大殿前有香火台，常年香火不断。
寺中供奉释迦牟尼佛、四大天王、弥勒佛、观世音菩萨、千手观音、送子观音等佛。

## 传说

### 流米洞
民间传说，在大雄宝殿的古佛下有一个「流米洞」，流出米粮，供寺僧食用。后来一个有贪念的僧人，总想多接米，流米洞则不复流米。

### 通河洞
另有传说古佛下的洞孔直通嘉陵江九石缸河滩。若往洞中放入鸭子，不久可见鸭子从河滩之中游出。

### 毛血旺
传说建文帝朱允炆想吃肉，令僧人去买，可惜僧人去得太晚，市上已无肉，光剩猪血旺。于是僧人将血旺加配料製成毛血旺，传开后成为当地一道著名小吃。